# تايلر إيرفن
تايلر إيرفن (بالإنجليزية: Tyler Ervin)‏ هو لاعب كرة قدم أمريكية أمريكي، ولد في 7 أكتوبر 1993 في سان بيرناردينو في الولايات المتحدة.

## وصلات خارجية
- تايلر إيرفن على موقع مرجع كرة القدم المحترفة.كوم (الإنجليزية)